# Gens Albucia
La gens Albucia o Albutia era una gens romana vissuta tra il II secolo a.C. e il I secolo d.C.. La gens può essere stata di origine ligure o gallica, poiché uno dei membri più illustri della gens proveniva dalla città di Novaria in Gallia Cisalpina.

## Itria nominausati dalla gens
I praenomina utilizzati dalla gens furono Titus e Gaius mentre l'unico cognomen conosciuto fu Silus.

## Membri illustri della gens
- Tito Albucio (Titus Albucius): vissuto nel I secolo a.C., fu pretore della Sardegna nel 105 a.C.;
- Gaio Albucio Silo (Gaius Albucius Silus): vissuto nel I secolo a.C., fu un retore e un avvocato di Novaria, che si trasferì a Roma al tempo di Augusto, praticando la sua professione sia nella capitale sia a Mediolanum;
- Albucio (Albucius): vissuto nel I secolo d.C., fu un medico benestante vissuto a Roma.